# Joseph von Hammer-Purgstall
Joseph von Hammer-Purgstall (9. června 1774 Štýrský Hradec – 23. listopadu 1856 Vídeň) byl rakouský historik a orientalista.

## Život
Byl zakladatelem a v letech 1847–1849 prvním prezidentem Rakouské akademie věd. Studoval dějiny Islámu, Osmanské říše (Geschichte des Osmanischen Reiches) a Íránu (Geschichte der Ilchane). Od roku 1799 až do roku 1807 působil na rakouském velvyslanectví v Istanbulu. Byl významným překladatelem, jako první Evropan přeložil dílo Chvádže Šamsuddína Muhammada Háfize. Proslul svou tezí, že na templářských středověkých iluminacích se nachází postava Bafometa. Známá je též jeho polemika s Edwardem Williamem Lanem o původu pohádek Tisíce a jedné noci. Roku 1824 byl uveden do šlechtického stavu. Jeho syn Karl von Hammer-Purgstall byl známý politik. Roku 1843 se stal členem Královské české společnosti nauk.

### Dílo
Dílo (výběr)
- Encyklopädische Übersicht der Wissenschaften des Orients aus 7 arabischen, persischen und türkischen Werken übersetzt, 2 Svazky, 1804
- Fundgruben des Orients, 6 svazků, 1809-18
- Diwan des Hafis, 1812
- Geschichte des Osmanischen Reiches, 10 svazků, 1827-33
- Geschichte der osmanischen Dichtkunst, 4 svazky, 1827-35
- Literaturgeschichte der Araber, 7 svazků, 1850